# Mary Wiseman
Pour les articles homonymes, voir Wiseman.
Rachel Wiseman, dite Mary Wiseman, née le 30 juillet 1985, est une actrice américaine.

## Biographie
Mary Wiseman a étudié à Juilliard School,.

## Filmographie

### Cinéma
- 2014 : Three Dates, court-métrage

### Séries télévisées
- 2012 : Craft & Burn
- 2016 : The Characters : Shannon
- 2016 : Difficult People
- 2016 : Longmire : Meg Joyce
- 2017 : Baskets : Trinity
- 2017 : Star Trek: Discovery : Cadet Sylvia Tilly
- 2018 : Room 104 (1 épisode) : Josie
- 2025 : La Résidence : Marvella